# Burgküppel (Röllshausen)
Burgküppel ist eine abgegangene Höhenburg vom Typus einer Turmhügelburg (Motte) in der Gemarkung von Röllshausen, einem Ortsteil der Gemeinde Schrecksbach im nordhessischen Schwalm-Eder-Kreis.
Von der Anlage sind heute noch Burghügel, Wall und Graben zu sehen, alle von lichtem Wald bewachsen. Sie befindet sich etwa 2 km östlich von Röllshausen auf der 300,1 m hohen gleichnamigen Bergkuppe, die sich etwa 50 m über dem Talgrund erhebt. Nördlich vorbei verläuft die Kreisstraße K 112 von Röllshausen nach Immichenhain, östlich die Landesstraße L 3156 von Schrecksbach nach Neukirchen.
Wann die Motte erbaut wurde, ist unsicher. Sie wird im Jahre 1324 erwähnt, als die Herren von Rückershausen, als fuldische Lehnsinhaber Gerichtsherren in Röllshausen, ihre Rechte am Burgberg und dem dazugehörigen Hain an das Kloster Haina abtraten, das spätestens seit 1261 sehr zielstrebig seinen Besitz in und um Röllshausen erweiterte. Die Burg war wohl bereits im 13. Jahrhundert aufgegeben worden.